# Xian de Taijiang
Pour les articles homonymes, voir Taijiang.
Le xian de Taijiang (台江县 ; pinyin : Táijiāng Xiàn) est un district administratif de la province du Guizhou en Chine. Il est placé sous la juridiction de la préfecture autonome miao et dong de Qiandongnan.

## Démographie
La population du district était de 155 300 habitants en 1999.